# Обручевський (район Москви)
Обручевський район — район у Москві (Росія), розташований у Південно-Західному адміністративному окрузі. Району відповідає внутрішньоміське муніципальне утворення «Обручевський».
Значну частину його території займають корпуси і будівлі Російського університету дружби народів.

## Показники району
За даними на 2010 рік площа району становить 610,94 га. Площа житлового фонду — 1741,99 тис. м² (2010 рік)